# آندرئا پرودان
آندرئا پرودان (ایتالیایی: Andrea Prodan؛ زادهٔ ۱۶ نوامبر ۱۹۶۱) بازیگر و آهنگساز ایتالیایی-اسکاتلندی است. او برادر کوچک‌تر ستاره راک، لوکا پرودان است که به‌خاطر فعالیت موسیقایی‌اش در آرژانتین و رهبری گروه راک سومو شناخته می‌شود.
وی کارش را در سینما به‌عنوان دستیار صدابرداری در فیلم کرول آغاز کرد. از فیلم‌ها یا برنامه‌های تلویزیونی که وی در آن نقش داشته‌است، می‌توان به مخصوصاً یکشنبه، یوسف نجار، فصلی از زندگی بزرگان و صبح بخیر، بابل اشاره کرد.